# کوتارو تاچیکاوا
کوتارو تاچیکاوا (ژاپنی: 立川 小太郎؛ زادهٔ ۴ ژانویهٔ ۱۹۹۷) یک بازیکن فوتبال اهل ژاپن است.
از باشگاه‌هایی که در آن بازی کرده‌است می‌توان به باشگاه فوتبال ناگانو پارسیرو و باشگاه فوتبال شونان بلمار اشاره کرد.